# Juliette (cantante)
Juliette Freire Feitosa, nota semplicemente come Juliette (Campina Grande, 3 dicembre 1989), è una cantante e imprenditrice brasiliana.

## Biografia
Nata e cresciuta a Campina Grande, Freire ha frequentato l'Università federale di Paraíba, dove ha studiato e conseguito la laurea in diritto. Ha in seguito ricoperto la carica di assistente presso la Defensoria Pública da União.
Juliette è salita alla ribalta per aver preso parte a Big Brother Brasil nel 2021; la sua partecipazione al programma l'ha consacrata come un «fenomeno dell'epoca digitale» e le ha permesso di essere incoronata vincitrice con il 90,15% dei voti. Subito dopo è stato prodotto da Globo il documentario Você nunca esteve sozinha, che ripercorre le origini e i momenti più intimi della sua vita. Allo stesso tempo, le è stato offerto un contratto discografico con la Rodamoinho Records, etichetta gestita dalla connazionale Anitta, per la pubblicazione dell'EP eponimo. L'opera, uscita nel settembre 2021, ha registrato un notevole successo sin dalle sue prime ore di uscita e ha infranto diversi primati sulle principali piattaforme streaming nazionali. Inoltre, la Pro-Música Brasil le ha assegnato tre certificazioni per i brani Diferença mara (platino), Bença e Vixe que gostoso (entrambi oro), equivalenti a 160 000 unità di vendita. Juliette ha promosso l'EP con diverse esibizioni in programmi televisivi nazionali, come il Prêmio Multishow de Música Brasileira, e ha avviato il tour Turnê caminho. Nel corso dell'anno ha ricevuto diversi riconoscimenti, tra cui due premi MTV MIAW e un E! People's Choice Award.
L'anno successivo è stato pubblicato l'album dal vivo Caminho (Ao vivo) e la traccia Diferença mara, contenuta nell'EP d'esordio, è divenuto un successo autunnale in Portogallo; il brano si è fermato sul podio della hit parade portoghese ed è stato certificato oro dalla Associação Fonográfica Portuguesa.
Nell'agosto 2023 viene reso disponibile il suo primo album in studio Ciclone, anticipato dagli estratti Sai da frente, Tengo e Quase não namoro; quest'ultimo in collaborazione con Marina Sena. Tengo le ha garantito un ingresso nella Brasil Hot 100 di Billboard, mentre Sai da frente si è tramutata in una hit estiva in suolo portoghese dopo aver ottenuto la certificazione di platino. Per promuovere il disco, la cantante si è prima concentrata a livello nazionale con la relativa tournée. Successivamente, nel gennaio 2024, è stata avviata una campagna promozionale per Ciclone in Portogallo; in occasione della sua visita al paese, ha eseguito Sai da frente a Dança com as estrelas e Tengo al programma mattutino della TVI Dois às 10. Tengo ha segnato il suo miglior posizionamento nella classifica portoghese (2º posto), raggiungendo la sua massima popolarità a Capodanno e nei giorni successivi. Nel settembre 2024 la Pro-Música Brasil ha certificato una serie di pubblicazioni dalla cantante: mentre Ciclone è platino per aver superato le 80 000 unità, le tracce tratte dal disco hanno accumulato 820 000 unità vendute, equivalenti a un diamante, sei platini e un oro.
Nel gennaio 2025 è ritornata sulle scene musicali con l'EP Esquenta, costituito dalla traccia Boyzinho e l'estratto Quarto proibido, in collaborazione con MC GW. Tre settimane dopo viene presentato il terzo EP Farra.
Nell'aprile 2025 è stato messo in commercio il suo secondo album in studio, intitolato Risca faca. São Juão com Dennis, prodotto da Dennis, è uscito a distanza di meno due mesi.

## Discografia

### Album in studio
- 2023 – Ciclone
- 2025 – Risca faca

### Album dal vivo
- 2022 – Caminho (Ao vivo)
- 2024 – São Juão (Ao vivo)
- 2025 – São Juão com Dennis (con Dennis)

### EP
- 2021 – Juliette
- 2025 – Esquenta
- 2025 – Farra

### Singoli
- 2021 – Sobre (con Israel & Rodolffo)
- 2022 – Cansar de dançar
- 2022 – Solar
- 2022 – Xodó
- 2022 – França (con L7nnon, Welisson e Xamã)
- 2023 – Sai da frente
- 2023 – Tengo (solo o con Kadu Martins e MC Rogerinho)
- 2023 – Quase não namoro (con Marina Sena)
- 2023 – Péssimo negócio (con i Maneva)
- 2023 – Falta de atenção (con Nattan)
- 2024 – Alta estação (con Xand Avião)
- 2025 – Quarto proibido (con MC GW)
- 2025 – Me pega (con gli Àttooxxá e Psirico)
- 2025 – Eu vou aí (con Henry Freitas)

### Collaborazioni
- 2022 – Un ratito (Alok, Luis Fonsi e Lunay feat. Lenny Tavárez e Juliette)
- 2023 – Nosso xote (Elba Ramalho feat. Juliette)
- 2024 – Vida boa (David Carreira feat. Juliette)

## Tournée
- 2022/23 – Turnê caminho
- 2023 – Turnê ciclone